# Trojany
Trojany is een plaats in het Poolse district  Wołomiński, woiwodschap Mazovië. De plaats maakt deel uit van de gemeente Dąbrówka en telt 490 inwoners.